# حامد عبدالصمد
حامد عبدالصمد (عربی: حامد عبد الصمد؛ تلفظ عربی مصری: [ˈħæ:med ʕæbdesˈsˤɑmɑd]، متولد ۱ فوریهٔ ۱۹۷۲) نویسندهٔ آلمانی–مصری است. او نویسندهٔ کتاب‌های «وداع من با آسمان، تولدی دوباره»، «زوال جهان اسلام، یک پیش‌بینی»، «فاشیسم اسلامی» و «محمد یک تسویه‌حساب» است.

## زندگی‌نامه
عبدالصمد در یک خانواده مذهبی به عنوان سومین فرزند خانواده به‌دنیا آمد و پدرش یک امام سنی مسلمان بود. عبدالصمد در سال ۱۹۹۵ و در ۲۳ سالگی به آلمان رفت.